# Cyphia
Cyphia je biljni rod zeljastih trajnica iz porodice zvončikovki smješten u vlastitu potporodicu Cyphioideae. 

## Vrste
Postoji šezdesetak vrsta raširenih po Africi:
1. Cyphia alba N.E.Br.
2. Cyphia alicedalensis E.Wimm.
3. Cyphia angustifolia Eckl. & Zeyh. ex C.Presl
4. Cyphia aspergilloides E.Wimm.
5. Cyphia banksiana (E.Wimm.) E.B.Knox
6. Cyphia basiloba E.Wimm.
7. Cyphia belfastica E.Wimm.
8. Cyphia bolusii E.Phillips
9. Cyphia brachyandra Thulin
10. Cyphia brevifolia Thulin
11. Cyphia brummittii Thulin
12. Cyphia bulbosa (L.) P.J.Bergius
13. Cyphia comptonii Bond
14. Cyphia corylifolia Harv.
15. Cyphia couroublei Bamps & Malaisse
16. Cyphia crenata (Thunb.) C.Presl
17. Cyphia decora Thulin
18. Cyphia deltoidea E.Wimm.
19. Cyphia digitata (Thunb.) Willd.
20. Cyphia elata Harv.
21. Cyphia erecta De Wild.
22. Cyphia eritreana E.Wimm.
23. Cyphia galpinii E.Wimm.
24. Cyphia gamopetala J.Duvign. & Denaeyer
25. Cyphia georgica E.Wimm.
26. Cyphia glabra E.Wimm.
27. Cyphia glandulifera Hochst. ex A.Rich.
28. Cyphia heterophylla C.Presl
29. Cyphia incisa (Thunb.) Willd.
30. Cyphia lasiandra Diels
31. Cyphia linarioides C.Presl
32. Cyphia longiflora Schltr.
33. Cyphia longifolia N.E.Br.
34. Cyphia longilobata E.Phillips
35. Cyphia longipedicellata E.Wimm.
36. Cyphia maculosa E.Phillips
37. Cyphia mafingensis Thulin
38. Cyphia mazoensis S.Moore
39. Cyphia natalensis E.Phillips
40. Cyphia nyikensis Thulin
41. Cyphia oligotricha Schltr.
42. Cyphia pectinata E.Wimm.
43. Cyphia persicifolia C.Presl
44. Cyphia phillipsii E.Wimm.
45. Cyphia phyteuma (L.) Willd.
46. Cyphia ramosa E.Wimm.
47. Cyphia reducta E.Wimm.
48. Cyphia revoluta E.Wimm.
49. Cyphia richardsiae E.Wimm.
50. Cyphia rogersii S.Moore
51. Cyphia rupestris E.Wimm.
52. Cyphia salteri E.Wimm.
53. Cyphia schlechteri E.Phillips
54. Cyphia smutsii E.Wimm.
55. Cyphia stenodonta E.Wimm.
56. Cyphia stenopetala Diels
57. Cyphia stenophylla (E.Wimm.) E.Wimm.
58. Cyphia stheno Webb
59. Cyphia subtubulata E.Wimm.
60. Cyphia sylvatica Eckl. & Zeyh.
61. Cyphia tenera Diels
62. Cyphia transvaalensis E.Phillips
63. Cyphia triphylla E.Phillips
64. Cyphia tysonii E.Phillips
65. Cyphia ubenensis Engl.
66. Cyphia undulata Eckl. ex C.Presl
67. Cyphia volubilis (Burm.f.) Willd.
68. Cyphia zeyheriana C.Presl